# Peristeronari
Peristeronari (gr. Περιστερωνάρι, tur. Cengizköy) – wieś na Cyprze, w dystrykcie Nikozja.